# Chikuwabu

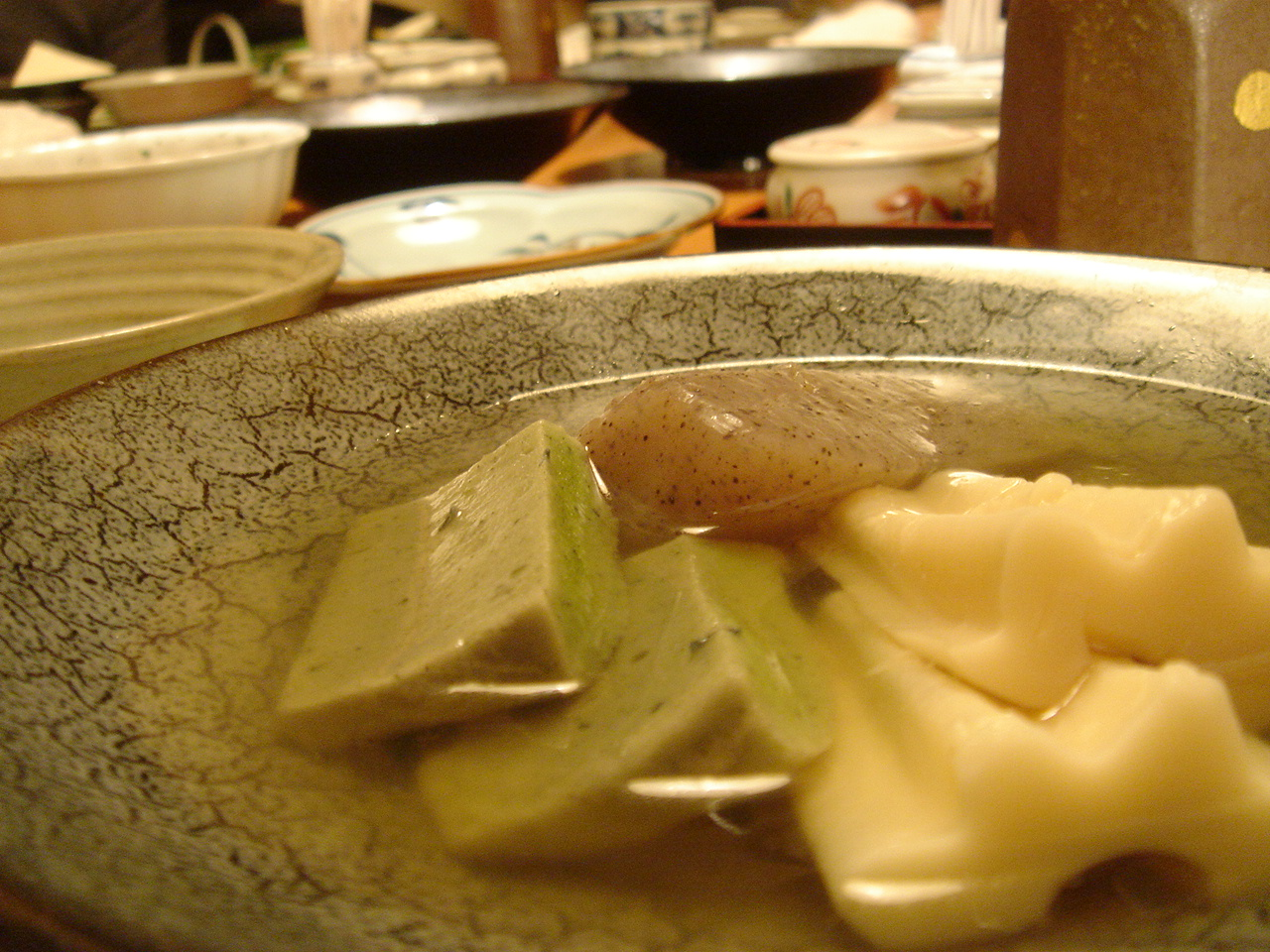
Bol d'oden contenant du chikuwabu.

Le chikuwabu (ちくわぶ) est un aliment japonais à base de blé qui est fréquemment consommé comme ingrédient de l'oden. Semblable au processus utilisé pour fabriquer les udon, la pâte est fabriquée en pétrissant de la farine avec du sel et de l'eau, puis formée en une forme cylindrique épaisse avec un tube en son centre et cuite à la vapeur. Elle est particulièrement populaire comme ingrédient à Tokyo, mais on peut généralement la trouver à travers le Japon dans les supermarchés et les magasins spécialisés.
Pour les non-Japonais, le chikuwabu est parfois confondu avec le chikuwa à base de poisson, car ils ont une forme et un nom similaires et sont tous deux des ingrédients courants de l'oden. Contrairement au chikuwa, le chikuwabu est rarement consommé seul.